# Bezno

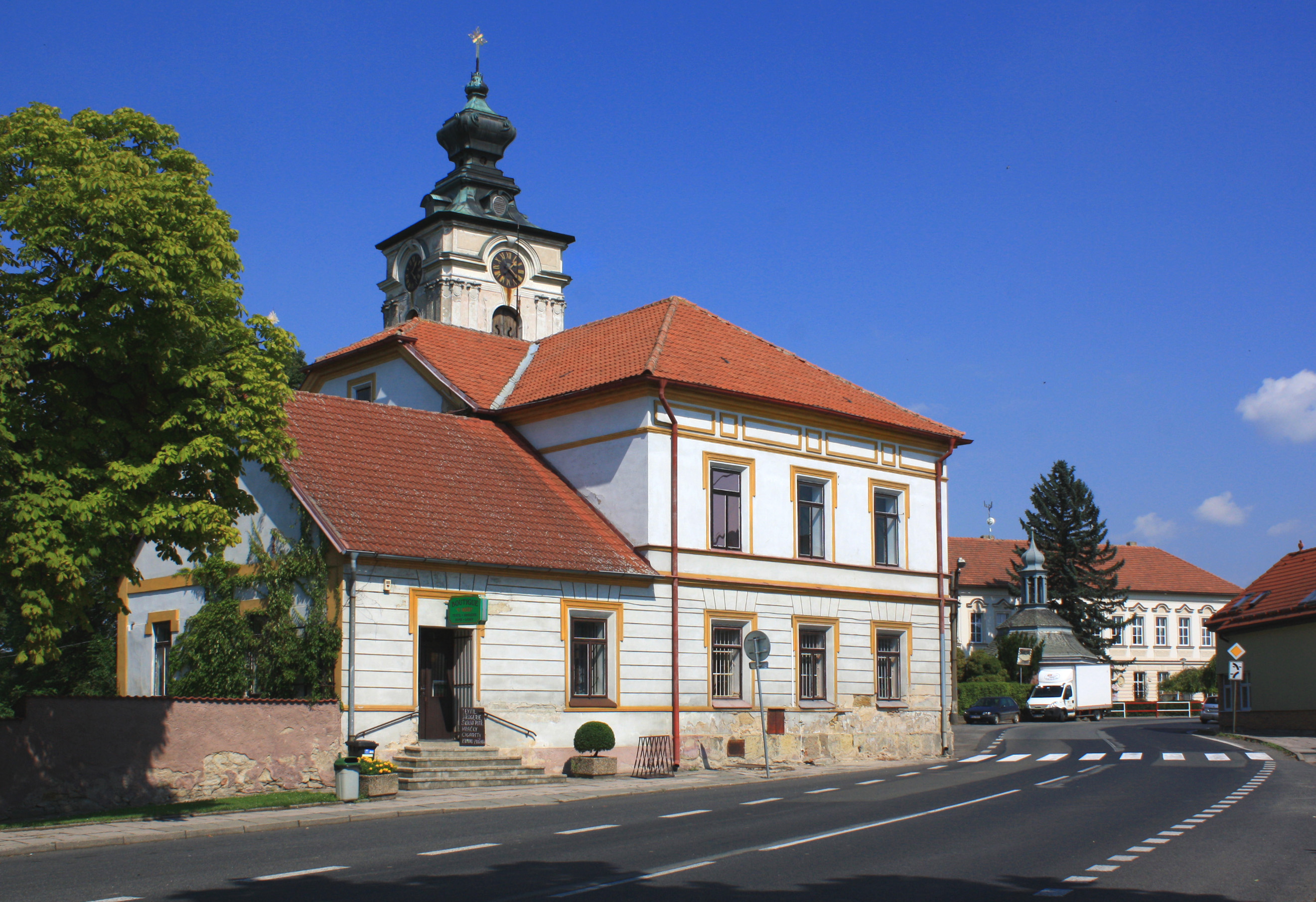
Bezno, alte Rathaus

Bezno ist ein Městys im Okres Mladá Boleslav, Tschechien mit etwa 900 Einwohnern. Er befindet sich östlich über dem Tal des Košátecký potok.

## Geschichte
Die erste Besiedlung bestand bereits zur Steinzeit (älteres Neolithikum, 4.500 v. Chr.). Weitere Funde stammen aus der Bronzezeit. Ab 1460 bis 1694 herrschten die Ritter Bzenští z Proruby in der Gegend. Zu dieser Zeit gab es hier noch zwei Festungen (Velkodvorská und v Malém dvoře). Nach einigen Wechseln übernahmen die Herren von Pachta den Ort und erbauten ein Schloss und eine Pfarrei und bauten die Kirche um. Um diese Gebäude wurden Statuen des Künstlers Jelínek z Kosmonos aufgestellt. Der landwirtschaftlich geprägte Ort wurde zur barocken Siedlung. Seit 1881 gehörte der Ort der österreichischen kaiserlichen Krone unter Franz Josef I. Nach dem Zerfall der Monarchie wurde Bezno staatliches Eigentum. Seit 2008 besitzt der Ort den Status eines Městys.
Bezno lag an der Bahnstrecke Chotětov–Dolní Cetno.

## Denkmäler
- Schloss Bezno, erbaut am Ort der ursprünglichen Festung durch Grafen Pachta. 1817 abgebrannt und ein Jahr später neu aufgebaut.
- Kirche des Hl. Peter und Paul, 1357 erbaut durch Anhänger der Hussiten. Die neue Kirche wurde 1750 bis 1755 im Barockstil erbaut. Architekt war Filip Heger.
- Barocke Statuen in den Gärten des Schlosses, registriert als staatliche Denkmäler 1. Kategorie.

## Bilder

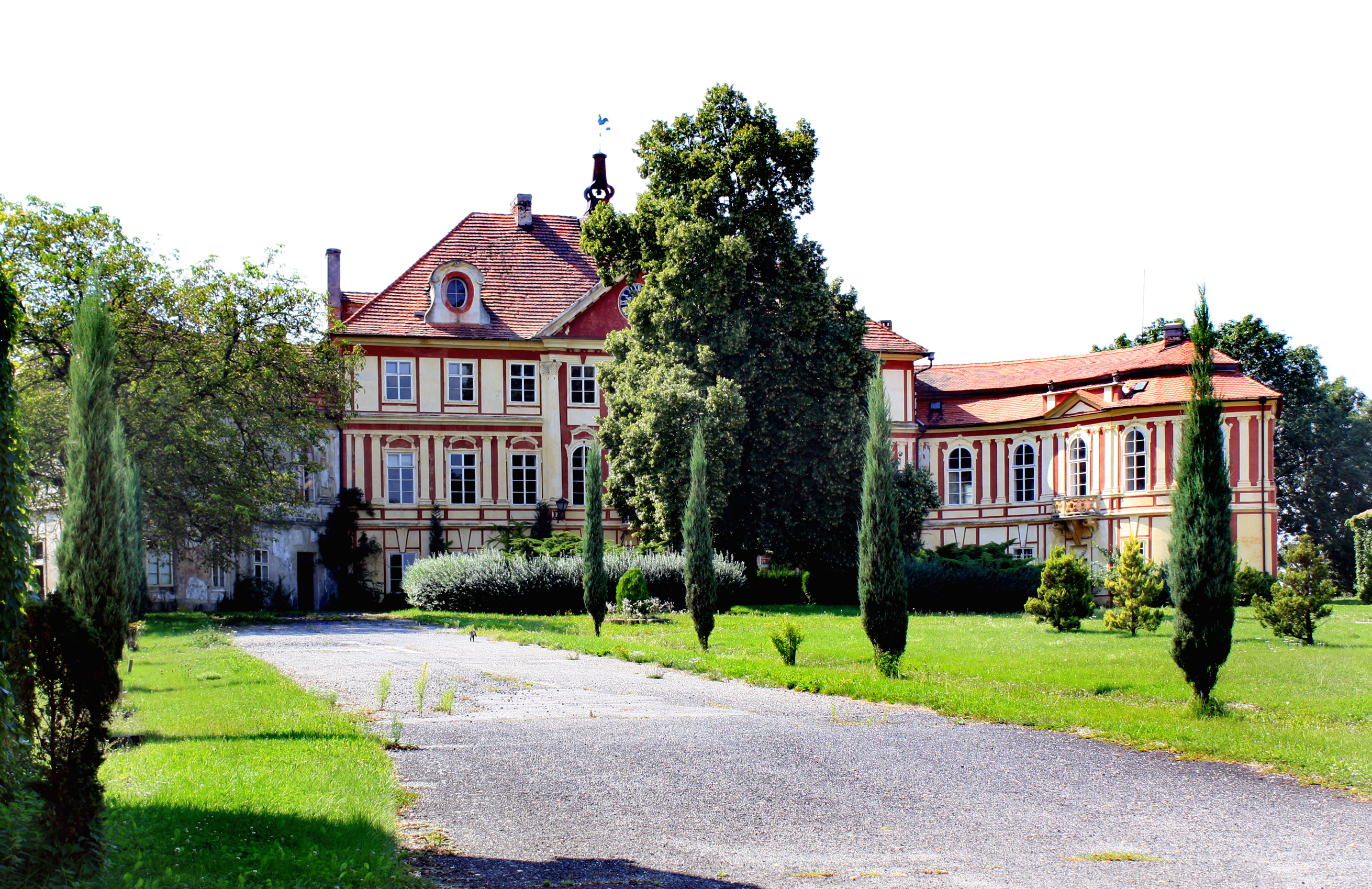
Schloss Bezno
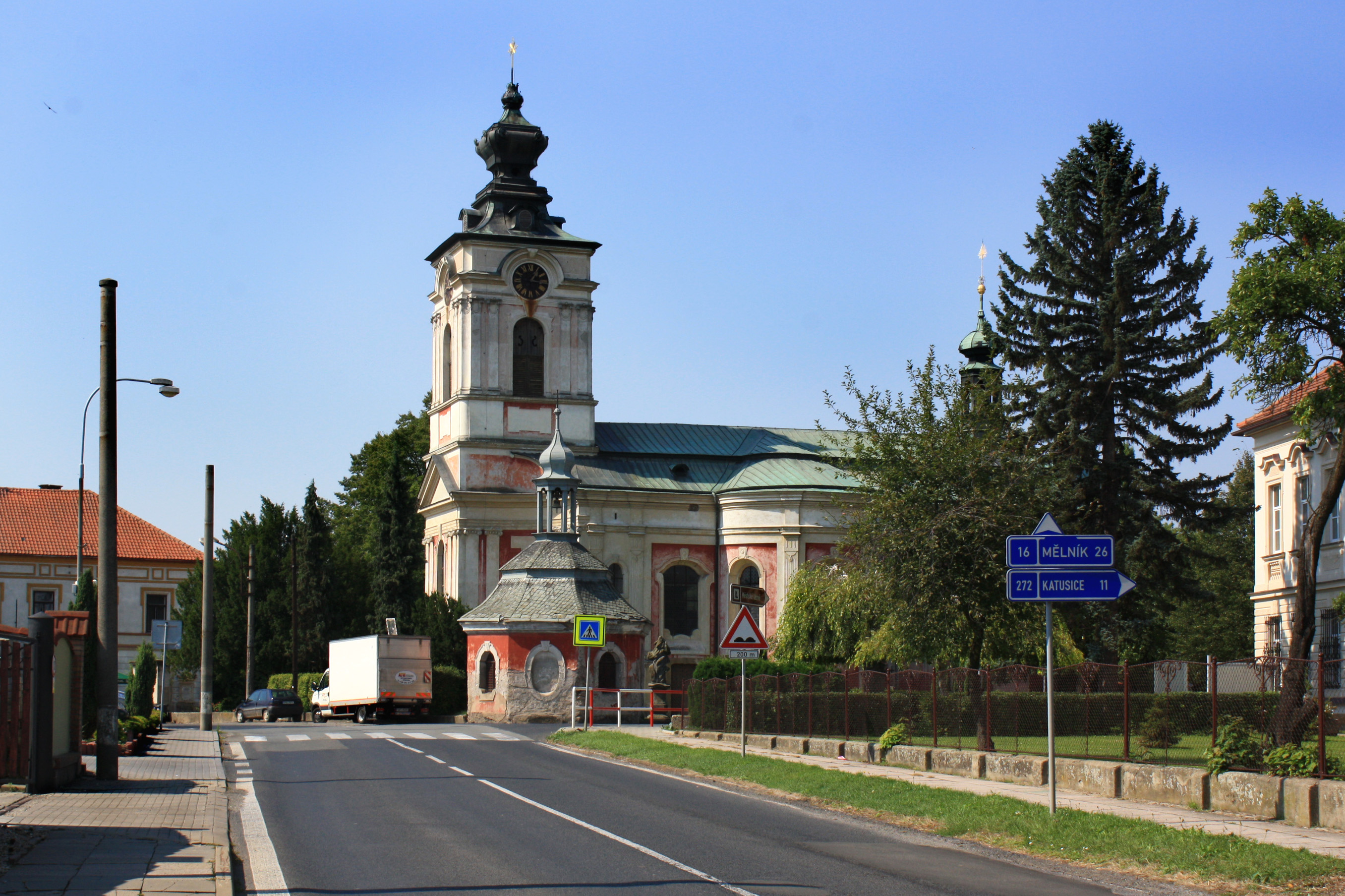
Kirche des Hl. Peter und Paul
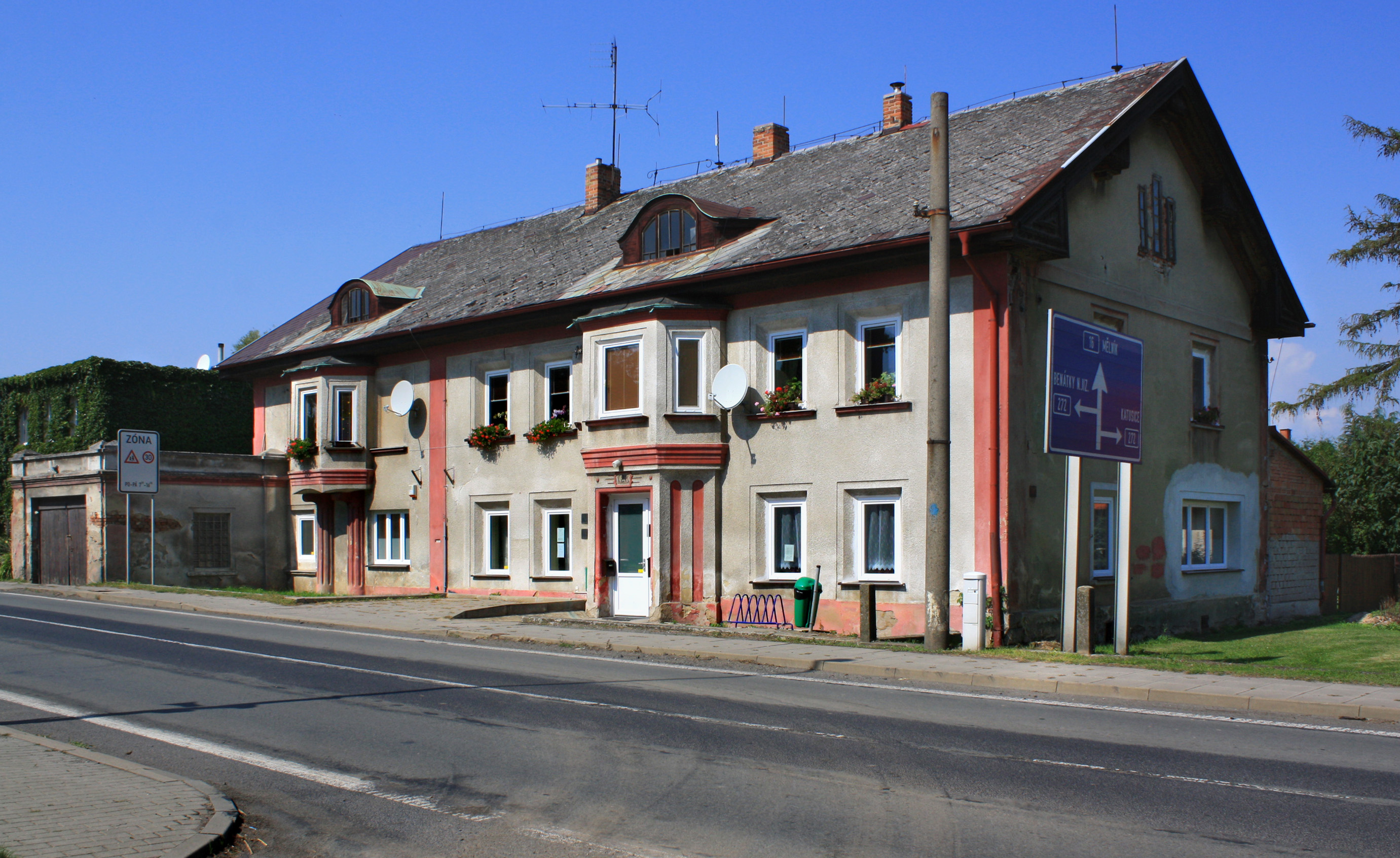
Boleslavstrasse